# Scott Township (Comtat de Columbia)
Scott Township és una població del Comtat de Columbia (Pennsilvània) als Estats Units d'Amèrica. Segons el cens dels Estats Units del 2000 tenia 4.768 habitants.

## Demografia
Segons el cens del 2000, Scott Township tenia 4.768 habitants, 2.010 habitatges, i 1.404 famílies. La densitat de població era de 259,3 habitants/km².
Dels 2.010 habitatges en un 26,4% hi vivien nens de menys de 18 anys, en un 60,3% hi vivien parelles casades, en un 7,1% dones solteres, i en un 30,1% no eren unitats familiars. En el 26,1% dels habitatges hi vivien persones soles el 13,9% de les quals corresponia a persones de 65 anys o més que vivien soles. El nombre mitjà de persones vivint en cada habitatge era de 2,31 i el nombre mitjà de persones que vivien en cada família era de 2,78.
Per edats la població es repartia de la següent manera: un 20,1% tenia menys de 18 anys, un 5,7% entre 18 i 24, un 23,3% entre 25 i 44, un 29,5% de 45 a 60 i un 21,4% 65 anys o més.
L'edat mediana era de 46 anys. Per cada 100 dones de 18 o més anys hi havia 85,5 homes.
La renda mediana per habitatge era de 42.123 $ i la renda mediana per família de 52.286 $. Els homes tenien una renda mediana de 37.010 $ mentre que les dones 29.063 $. La renda per capita de la població era de 24.791 $. Entorn del 4,2% de les famílies i el 7,8% de la població estaven per davall del llindar de pobresa.